# Mary Maurice
Mary Maurice, nata Mary Birch Maurice  (15 novembre 1844 – 30 aprile 1918), è stata un'attrice statunitense del cinema muto.

## Filmografia parziale
- The Poor Musician, regia di Van Dyke Brooke – cortometraggio (1909)
- Les Miserables (Part II), regia di Van Dyke Brooke – cortometraggio (1909)
- Conscience, regia di Van Dyke Brooke – cortometraggio (1910)
- Convict No. 796, regia di Van Dyke Brooke – cortometraggio (1910)
- The Legacy – cortometraggio (1910)
- A Dixie Mother, regia di Van Dyke Brooke – cortometraggio (1910)
- His Mother – cortometraggio (1911)
- The Sacrifice, regia di Van Dyke Brooke – cortometraggio (1911)
- The Sleep Walker, regia di Van Dyke Brooke – cortometraggio (1911)
- A Quaker Mother – cortometraggio (1911)
- The Battle Hymn of the Republic, regia di J. Stuart Blackton e Laurence Trimble – cortometraggio (1911)
- The Old Folks' Sacrifice (1911)
- The Sky Pilot (1911)
- Treasure Trove (1911)
- Two Wolves and a Lamb, regia di Van Dyke Brooke (1911)
- The Bell of Justice (1911)
- Umbrellas to Mend (1912)
- Her Boy (1912)
- A Mother's Devotion; or, The Firing of the Patchwork Quilt (1912)
- The Diamond Brooch (1912)
- His Mother's Shroud (1912)
- His Mother-in-Law (1912)
- Il settimo figlio (The Seventh Son), regia di Hal Reid (1912)
- Captain Jenks' Diplomacy, regia di Van Dyke Brooke (1912)
- Their Golden Anniversary, regia di Van Dyke Brooke e Maurice Costello (1912)
- The Picture Idol, regia di James Young (1912)
- An Eventful Elopement, regia di William V. Ranous (1912)
- The Cross Roads, regia di Frederick A. Thomson (1912)
- Her Choice, regia di Ralph Ince (1912)
- The Final Justice, regia di Bert Angeles – cortometraggio (1913)
- The Ancient Order of Good Fellows (1913)
- The Spirit of Christmas, regia di William Humphrey e Tefft Johnson (1913)
- The Awakening of Barbara Dare, regia di Wilfrid North (1914)
- Phantom Fortunes, regia di Paul Scardon (1916)
- Mary Jane's Pa, regia di Charles Brabin e William P.S. Earle (1917)